# Marsigni
I Marsigni erano una tribù germanica stanziata soprattutto nel settentrione dell'odierna Boemia, nei pressi dell'odierna città di Jihlava. Occupavano un areale che andava dalla regione dell'alto Elba e si estendeva fino all'attuale Varsavia. Erano confinanti con i Semnoni, i Naharvali, i Boi e i Marcomanni.

## Lingua
Per lingua e costumi appartenevano alle popolazioni Suebe. Sono citati da Tacito (Germania, 43).

## Società
Venne descritta anche la peculiare e riconoscibile usanza di intrecciarsi i capelli legandoli a nodo. La relativa mancanza di informazioni su questa tribù è dovuta al fatto che, pur appartenendo ad un'area sottoposta a conquista romana, raramente entrarono in contatto con la cultura e gli usi romani.